# Impresa Publishing
O Impresa Publishing (antiga Abril/Controljornal) é uma editora de revistas de Portugal digital ou impressa.
A Gesco é quem gere os serviços de documentação, informação e arquivo do Impresa Publishing.
A empresa pertencente ao Grupo Impresa, que é a editora de várias publicações em Portugal, entre as quais as revistas e jornais:
- Expresso
- Blitz
- Boa Cama Boa Mesa
- Vida Extra
- Tribuna
- Smack

A sua sede é em Paço de Arcos, no concelho de Oeiras, junto ao complexo empresarial Quinta da Fonte.

## Ampliação das instalações
A 2 de agosto de 2016 foi revelado que o Grupo Impresa iria dar início, até ao final de 2016, ao projeto de expansão do edifício São Francisco de Sales, agora denominado Edifício Impresa, em Paço de Arcos, que em 2018 acolherá todas as áreas do grupo. O grupo fundado por Francisco Pinto Balsemão funcionará, pela primeira vez, num mesmo espaço, deixando a SIC as instalações de Carnaxide. 